# Turkanasjön
För andra betydelser, se Turkana.
Turkanasjön, tidigare Rudolfsjön, är en avloppslös saltsjö i Östafrika. Den är belägen i Östafrikanska gravsänkesystemet, mestadels i Kenya men med den norra änden i Etiopien. Med en längd på 250 kilometer, en bredd på 40 kilometer och en växlande storlek på mellan 6 405 och 8 600 km² är den långsmala sjön världens största ökensjö, tillika världens största alkaliska sjö. Medeldjup är 30,2 meter; det största djupet är 109 meter. Salthalten är låg, på cirka 2,5 promille. Floden Omo mynnar i sjöns norra del.
Lokalbefolkningen vid sjön består huvudsakligen av stammarna gabbra, rendille och turkana. Bosättningar vid sjön är Loyangalani, Kalokol och El Molo. På sjöns västra sida ligger distriktet Turkana; på den östra ligger distriktet Marsabit. Delar av området utgör Turkanasjöns nationalparker. 
Sjön gavs namnet Lake Rudolf av greve Sámuel Teleki och löjtnant Ludwig von Höhnel år 1888, efter kronprins Rudolf av Österrike. Den fick namnet Turkana år 1975. Den har även gått under namnet Jadesjön. År 1972 hittades lämningar av vad som skulle komma att kallas Rudolfmänniska vid Koobi Fora vid sjön.
Där fann man också Turkanapojken 1984, ett synnerligen komplett skelett av Homo erectus.